# HMS Enterprise (1848)

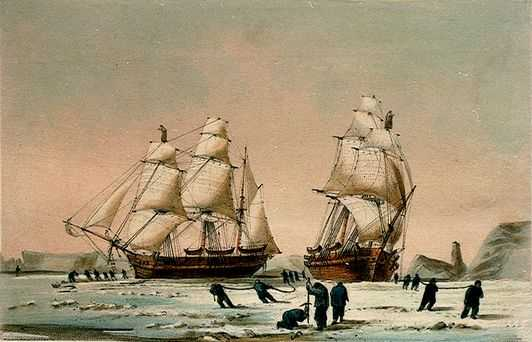

Royal Navy Ensign

HMS Enterprise va ser un vaixell de 471 tones i 383 metres de llargada per al descobriment de l'Àrtida que inicialment era un vaixell mercant que va ser comprat el 1848 per tal de cercar l'expedició perduda de Sir John Franklin. Va fer dos viatges àrtics, va esdevenir un dipòsit de carbó i finalment va ser venut el 1903. Va ser el desè Enterprise (o Enterprize) de servir en la Royal Navy.
L'Enterprise va fer dos viatges a l'Àrtida, el primer via l'Atlàntic sota James Clark Ross (1848-1849), després el 1850-1854 via el Pacífic i l'Estret de Bering en una expedició dirigida per Richard Collinson.